# 陝西省 (中華民国)
陝西省（せんせい-しょう）は中華民国に存在した省。

## 管轄区域
管轄区域は現在の中華人民共和国陝西省に相当する。
東は山西省、湖北省及び河南省、西は甘粛省、南は四川省、北は綏寧省と接していた。

## 行政沿革
1911年（宣統3年）10月10日、武昌起義により辛亥革命が勃発すると10月22日、
陝西新軍もこれに呼応し決起、同月25日に秦隴復漢総司令部を組織、長官を大総統とし、下部に軍令、兵馬、軍務等の都督が設置された。11月26日、陝西軍政府が成立、大総統は都督と改称されている。
1912年（民国元年）7月、省行政の民政部門の長官として民政長を設置、1914年（民国3年）5月23日には民政長を巡按使と改称、更に1916年（民国5年）7月6日に省長と改称されている。
1927年（民国16年）6月、国民党鄭州会議により陝西省政府の設置を決定、武漢国民政府に、4月21日の上海クーデター移行は南京国民政府に帰属している。1949年（民国38年）5月20日、中国人民解放軍により西安が「解放」され中華民国は実効支配権を喪失した。

## 省会
1943年（民国32年）2月以前は長安県に、それ以降は西安市に設置された。

## 行政区画

### 道制
中華民国が建国されると清代の各道は廃止されたが、1913年（民国2年）3月、清代の旧道地区に陝中道、陝東道、陝南道、陝西道、陝北道の5道が設置されたが、まもなく陝西中道、陝西南道、陝西北道に改編され、観察使が任命されている。1916年（民国5年）5月、省内は関中道、漢中道、楡林道の3道が設置された。
- 関中道
- 漢中道
- 楡林道
- 陝東道
- 陝西道

### 県級行政区画
中華人民共和国成立直前の管轄行政区画はの92県2設治局。（50音順）
- 県
  - 安康県
  - 安塞県
  - 安定県
  - 渭南県
  - 永寿県
  - 延安県:清代の膚施県、1937年改称。
  - 延川県
  - 延長県
  - 横山県
  - 華県
  - 葭県
  - 華陰県
  - 韓城県
  - 甘泉県
  - 漢陽県
  - 咸陽県
  - 宜君県
  - 岐山県
  - 宜川県
  - 涇陽県
  - 乾県
  - 汧陽県
  - 鄠県
  - 興平県
  - 郃陽県
  - 高陵県
  - 黄陵県:清代の中部県。1944年6月改称。
  - 呉堡県
  - 柞水県:1913年2月に孝義県として成立。1914年1月改称。
  - 三原県
  - 山陽県
  - 淳化県
  - 栒邑県:清代の三水県。1914年1月改称。
  - 洵陽県
  - 商県
  - 紫陽県
  - 城固県
  - 商南県
  - 神木県
  - 綏徳県
  - 清澗県
  - 西郷県
  - 靖辺県
  - 石泉県
  - 大茘県
  - 長安県:清代の長安県及び咸寧県。1914年1月、咸寧県が長安県に統合。
  - 長武県
  - 盩厔県
  - 澄城県
  - 朝邑県
  - 鎮安県
  - 鎮巴県:1913年2月に定遠県として成立。1914年1月改称。
  - 鎮平県
  - 定辺県
  - 潼関県
  - 銅川県:清代の銅官県。1946年7月改称。
  - 南鄭県
  - 寧強県:1913年2月に羌県として成立。1941年3月改称。
  - 寧陝県
  - 白河県
  - 白水県
  - 郿県
  - 鄜県
  - 武功県
  - 府谷県
  - 仏坪県
  - 扶風県
  - 富平県
  - 邠県
  - 米脂県
  - 平民県:1929年2月、朝邑県及び華陰県の一部に新設。
  - 平利県
  - 沔県
  - 保安県
  - 鳳県
  - 宝鶏県
  - 褒城県
  - 鳳翔県
  - 蒲城県
  - 楡林県
  - 洋県
  - 耀県
  - 洛川県
  - 雒南県
  - 嵐皋県:1913年2月に磚坪県として成立。1917年5月改称。
  - 藍田県
  - 略陽県
  - 留壩県
  - 臨潼県
  - 麟遊県
  - 隴県
  - 醴泉県
- 設治局
  - 黄竜設治局:1941年7月設置。